# Open'er Festival
Open'er Festival là một lễ hội âm nhạc diễn ra ở bờ biển phía bắc Ba Lan, tại Gdynia. Đây là một trong những lễ hội âm nhạc lớn nhất thường niên ở Ba Lan. Lễ hội được tổ chức lần đầu tại Warszawa vào năm 2002 với tên gọi Open Air Festival (Lễ hội ngoài trời). Open'er Festival giành giải thưởng Lễ hội lớn nhất tại Lễ trao giải Lễ hội Châu Âu năm 2009, 2010 và 2019. Open'er 2018 được tổ chức từ ngày 4 đến 7 tháng 7.

## Lịch sử

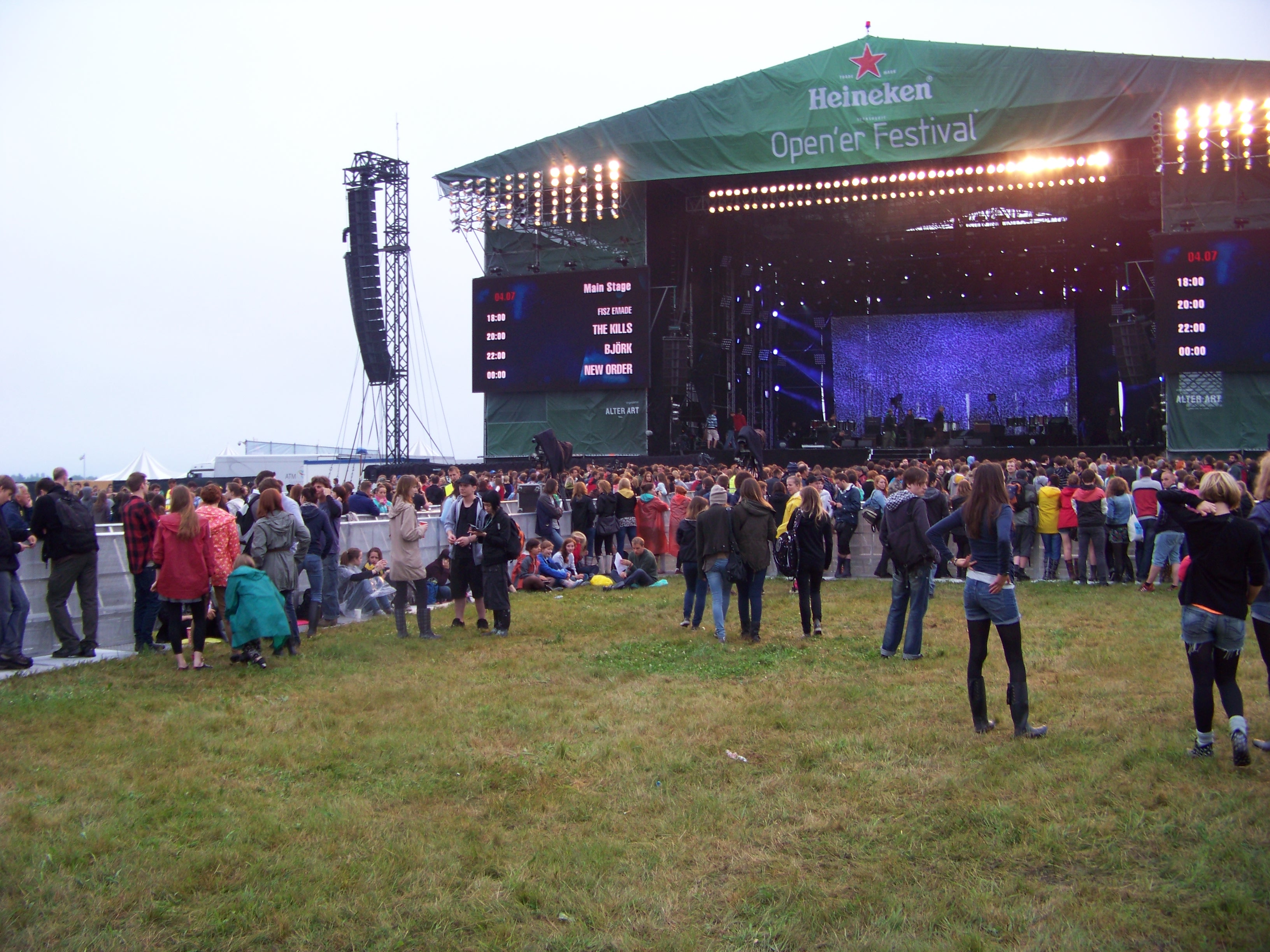
Open'er Festival (2012)

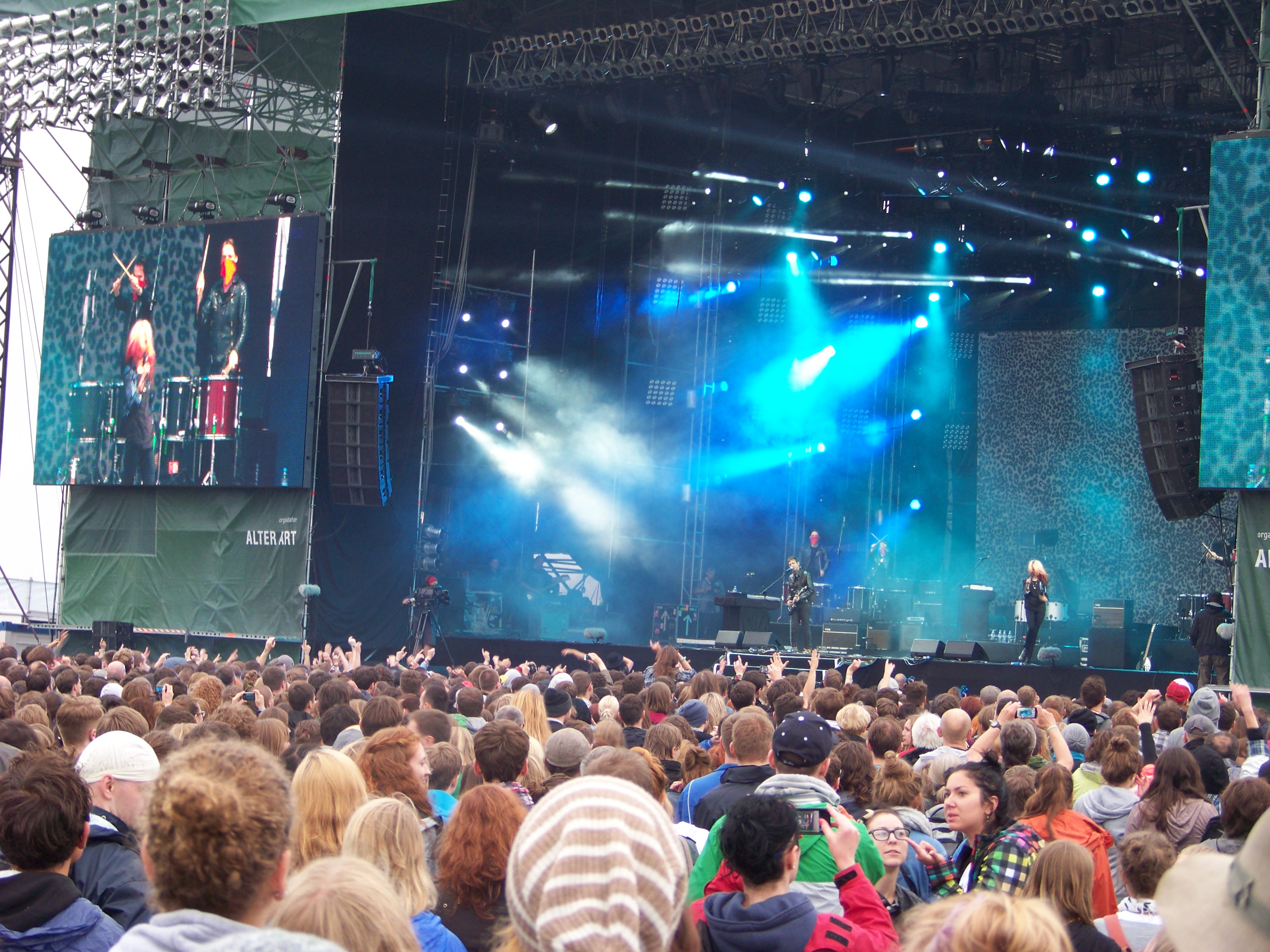
Một trong những buổi hòa nhạc tại Open'er Festival năm 2012

Open Air Festival đầu tiên tổ chức tại Tor Stegny ở Warszawa vào năm 2002, nhóm The Chemical Brothers biểu diễn trên sân khấu chính. Lễ hội sau đó diễn ra tại Quảng trường Kościuszki ở Gydnia từ năm 2003 đến năm 2005, thu hút 50.000 người (năm 2005). Kể từ năm 2006, lễ hội tổ chức tại sân bay Kosakowo (sân bay quân sự Babie Doły) ở thành phố Gdynia.
Các nghệ sĩ tham gia Open'er Festival gồm Bruno Mars, Depeche Mode, Gorillaz, Arctic Monkeys, Radiohead, Foo Fighters, The Weeknd, Florence + The Machine, Red Hot Chili Peppers, Coldplay, Pharrell Williams, Drake, Kasabian, Pearl Jam, Kings of Leon, Rihanna, Bjork, Franz Ferdinand, The Kooks, Jay-Z, Massive Attack, Prince, Snoop Dogg, Pink, Fatboy Slim, The Prodigy, Muse, Skunk Anansie, Erykah Badu và Travis Scott.

## Đơn vị tổ chức
Đơn vị tổ chức chính của lễ hội là công ty hòa nhạc Alter Art.